# Valle de la Barranca

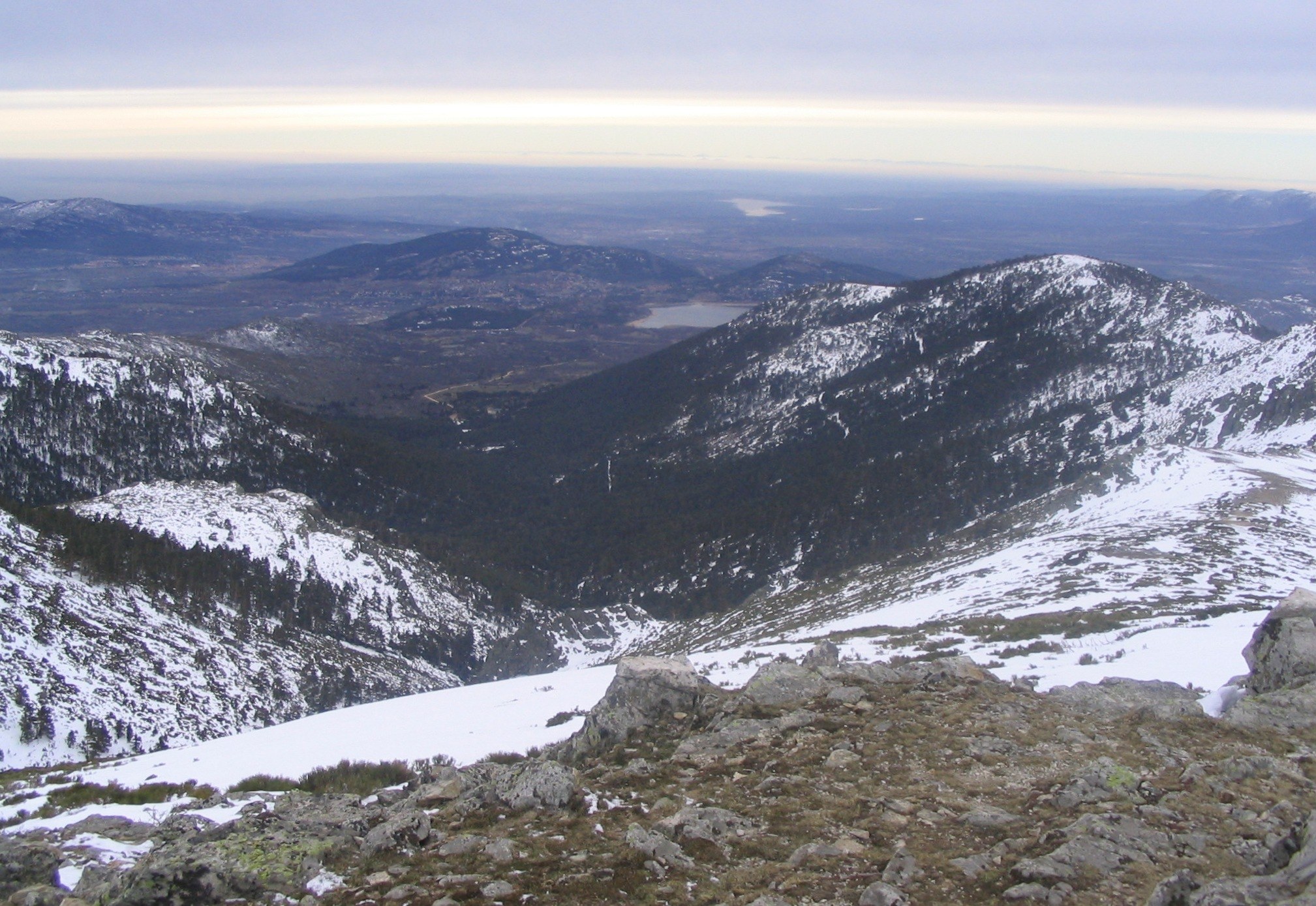
Vista del Valle de la
proximidades de la Bola del Mundo. Imagen tomada en invierno.

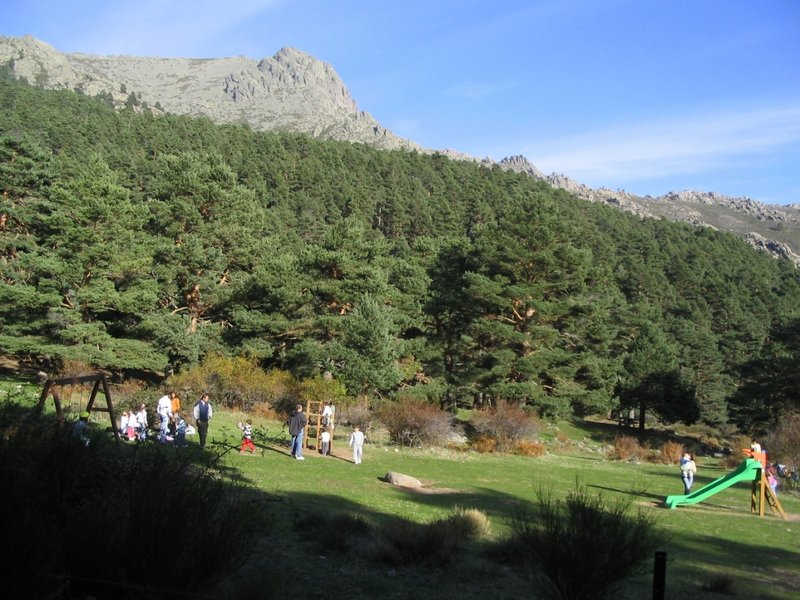
Zona recreativa del valle de la Barranca con La Maliciosa (2227 m) asomando detrás. Imagen tomada en otoño.

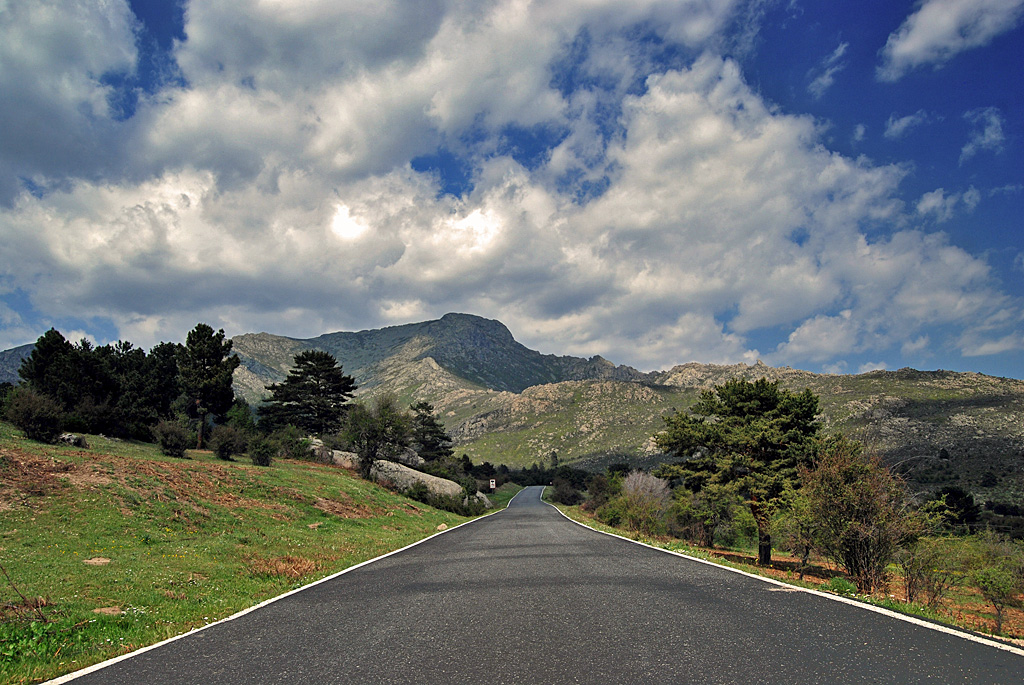
Vista de la carretera de la Barranca y el pico de La Maliciosa, primavera 2010.

El valle de La Barranca es un valle de montaña situado a las faldas de la Bola del Mundo (Alto de Guarramillas) (2265 m) y La Maliciosa (2227 m), en la Sierra de Guadarrama (sierra perteneciente al Sistema Central). Administrativamente está dentro de los términos municipales de Navacerrada y Becerril de la Sierra, en el noroeste de la Comunidad de Madrid, España. En él hay un bosque de pino silvestre por el que discurre un río de montaña, el río Samburiel (afluente del río Manzanares) remansado en dos pequeñas presas, La del Pueblo de Navacerrada y la del Ejército del Aire, y que desemboca en el Embalse de Navacerrada.

## Acceso e infraestructura
El acceso al valle de La Barranca se realiza a través de la carretera autonómica M-607, ubicada poco después de la rotonda de entrada al municipio de Navacerrada. Cerca del final de esta carretera se encuentran las ruinas de un antiguo hospital para tuberculosos, llamado hospital del Santo Ángel, que durante algunos años funcionó como residencia para personas con discapacidad mental. Actualmente, el edificio principal está en un avanzado estado de deterioro, aunque uno de sus anexos ha sido recientemente rehabilitado y convertido en una escuela de hostelería. Sin embargo, se prevé su demolición debido al estado de abandono en el que se encuentra.
Al final del recorrido, junto a la primera represa, se ubican un aparcamiento y el Hotel La Barranca. Desde este punto parte una pista forestal sin asfaltar que asciende hasta la carretera M-601 (que conduce al Puerto de Navacerrada) y pasa por la Fuente de la Campanilla. Antes de llegar al área de la antigua residencia, en el lugar donde se encontraba la Residencia de Empleados del INP, se halla un cuartel de bomberos destinado a la prevención y combate de incendios forestales. Cabe destacar que la carretera de acceso fue asfaltada en 1982 con motivo del Mundial de Fútbol, para facilitar el traslado de los jugadores de la selección francesa alojados en el Hotel La Barranca.

## Montañismo

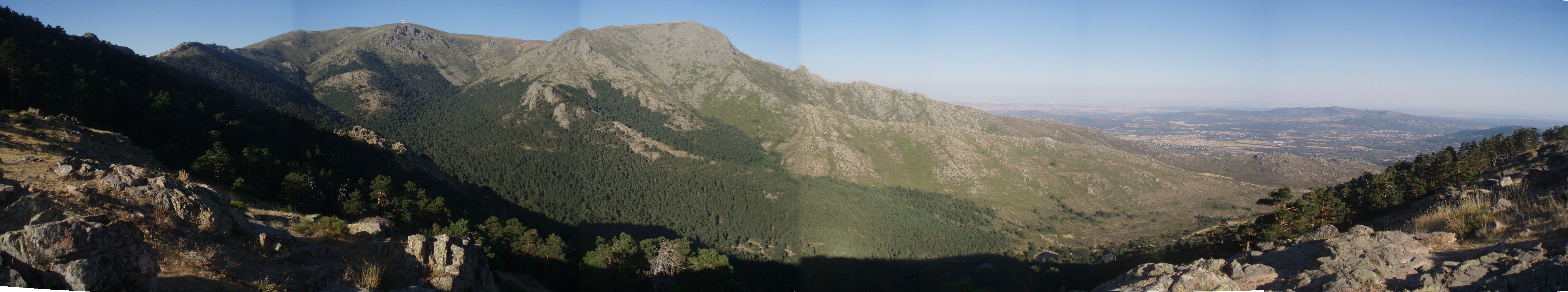
Vista panorámica del Valle de la Barranca desde el Mirador de las Canchas, donde se observan las dos montañas principales del valle: Bola del Mundo a la izquierda y La Maliciosa a la derecha.

Desde el ámbito del montañismo, el Valle de la Barranca ofrece múltiples opciones de ascenso. La más destacada es la subida a La Maliciosa, que presenta un desnivel de casi 1000 metros, conocido por algunos como el «kilómetro vertical». Existe también una ruta alternativa, de menor pendiente pero mayor longitud, que parte del interior del valle hacia la Fuente de la Campanilla y continúa por el sendero que lleva al Collado del Piornal. Desde este collado, se puede seguir la vía normal, procedente de Bola del Mundo, hasta la cima. Las paredes del Peñotillo (denominado también «falsa Maliciosa») y la cara norte de La Maliciosa cuentan con numerosas vías de escalada, caracterizadas por roca de alta calidad y reservadas para escaladores experimentados.

La Comunidad de Madrid ha señalizado un sendero en el valle de La Barranca, con un recorrido de aproximadamente 11 km. Este itinerario comienza en el aparcamiento situado frente al Hotel La Barranca y avanza dejando a la izquierda los embalses del Pueblo de Navacerrada y del Ejército del Aire. El trayecto gira a la izquierda en la zona recreativa de Las Vueltas, continúa por la senda de Ortiz hasta conectar con la pista que asciende al Mirador de las Canchas, desciende hacia la Fuente de la Campanilla y prosigue hasta la Fuente de Mingo. Posteriormente, regresa a la zona recreativa de Las Vueltas y, desde allí, retorna al punto de inicio por el mismo camino de ascenso.

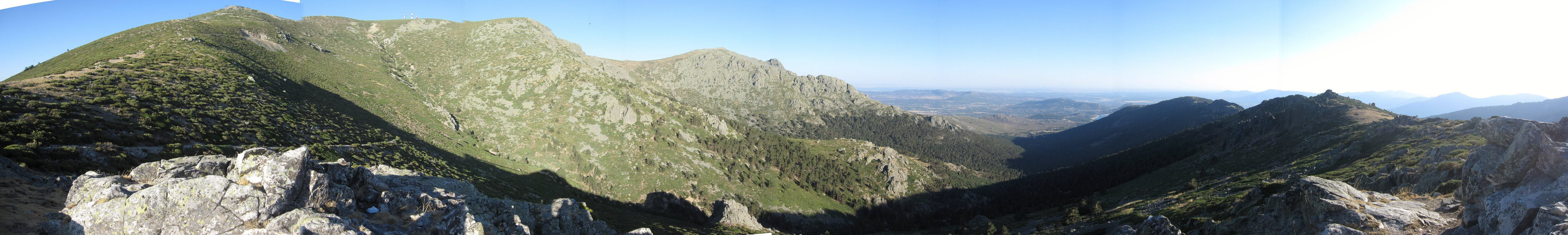
Panorámica del Valle de la Barranca vista desde el entorno del Puerto de Navacerrada.